# Campeonato Mundial de Esqui Estilo Livre de 2023 - Aerials feminino
A prova do Aerials feminino do Campeonato Mundial de Esqui Estilo Livre de 2023 ocorreu entre os dias 21 a 23 de fevereiro, em Bakuriani, na Geórgia.

## Medalhistas
| Ouro             | Prata                | Bronze                   |
| Kong Fanyu (CHN) | Danielle Scott (AUS) | Anastasiya Novosad (UKR) |

## Resultados

### Qualificação
Um total de 19 esquiadoras de 7 nacionalidades participaram da competição. As 12 melhores avançaram para a final.
| Colocação | Bib | Ordem de corrida | Nome                   | Nacionalidade  | Corrida 1 | Corrida 2 | Notas |
| --------- | --- | ---------------- | ---------------------- | -------------- | --------- | --------- | ----- |
| 1         | 1   | 8                | Danielle Scott         | Austrália      | 99.40     |           | Q     |
| 2         | 2   | 2                | Marion Thénault        | Canadá         | 96.93     |           | Q     |
| 3         | 18  | 10               | Chen Meiting           | China          | 89.88     |           | Q     |
| 4         | 5   | 6                | Ashley Caldwell        | Estados Unidos | 89.18     |           | Q     |
| 5         | 3   | 5                | Laura Peel             | Austrália      | 87.57     |           | Q     |
| 6         | 21  | 7                | Liu Xuanchi            | China          | 86.94     |           | Q     |
| 7         | 4   | 12               | Kaila Kuhn             | Estados Unidos | 79.38     | 88.47     | Q     |
| 8         | 11  | 18               | Zhanbota Aldabergenova | Cazaquistão    | 84.10     | DNS       | Q     |
| 9         | 9   | 3                | Olga Polyuk            | Ucrânia        | 81.58     | 78.01     | Q     |
| 10        | 16  | 20               | Kong Fanyu             | China          | 51.11     | 80.95     | Q     |
| 11        | 6   | 13               | Anastasiya Novosad     | Ucrânia        | 80.32     | 80.01     | Q     |
| 12        | 7   | 19               | Emma Weiß              | Alemanha       | 74.65     | 80.04     | Q     |
| 13        | 22  | 16               | Shao Qi                | China          | 75.91     | 78.88     |       |
| 14        | 14  | 1                | Airleigh Frigo         | Austrália      | 78.88     | 48.36     |       |
| 15        | 13  | 14               | Anhelina Brykina       | Ucrânia        | 69.54     | 60.58     |       |
| 16        | 8   | 17               | Winter Vinecki         | Estados Unidos | 66.97     | 68.04     |       |
| 17        | 12  | 4                | Anastasiia Hasiuk      | Ucrânia        | DNF       | 67.28     |       |
| 18        | 19  | 11               | Ayana Zholdas          | Cazaquistão    | 62.37     | 62.98     |       |
| 19        | 17  | 15               | Megan Nick             | Estados Unidos | 57.81     | DNF       |       |
| 20        | 20  | 9                | Ardana Makhanova       | Cazaquistão    | DNS       | DNS       | DNS   |

### Final
A final foi iniciada no dia 23 de fevereiro às 12:30 para a primeira corrida e às 13:14 para a segunda corrida.
| Colocação         | Bib | Nome                   | Nacionalidade  | Corrida 1 | Corrida 2 |
| ----------------- | --- | ---------------------- | -------------- | --------- | --------- |
| Medalha de ouro   | 16  | Kong Fanyu             | China          | 84.42     | 85.30     |
| Medalha de prata  | 1   | Danielle Scott         | Austrália      | 82.97     | 83.84     |
| Medalha de bronze | 6   | Anastasiya Novosad     | Ucrânia        | 89.88     | 82.84     |
| 4                 | 2   | Marion Thénault        | Canadá         | 93.06     | 77.19     |
| 5                 | 4   | Kaila Kuhn             | Estados Unidos | 84.10     | 76.84     |
| 6                 | 11  | Zhanbota Aldabergenova | Cazaquistão    | 85.36     | 60.61     |
| 7                 | 3   | Laura Peel             | Austrália      | 80.29     | —         |
| 8                 | 7   | Emma Weiß              | Alemanha       | 79.38     | —         |
| 9                 | 9   | Olga Polyuk            | Ucrânia        | 66.15     | —         |
| 10                | 5   | Ashley Caldwell        | Estados Unidos | 64.26     | —         |
| 11                | 18  | Chen Meiting           | China          | 61.68     | —         |
| 12                | 21  | Liu Xuanchi            | China          | 55.75     | —         |

Legenda
| Recorde mundial       | Recorde mundial (World record)               |                       | Recorde africano                      | Recorde africano (African) |                                           | Q | Classificado por posição (Qualified) |
| Recorde do campeonato | Recorde do campeonato (Championship record)  | Recorde da América    | Recorde da América (Americas)         | q                          | Classificado por melhor tempo (Qualified) |   |                                      |
| Melhor marca do ano   | Melhor marca do ano (World leading)          | Recorde asiático      | Recorde asiático (Asian)              | DNS                        | Não largou (Did not start)                |   |                                      |
| Recorde nacional      | Recorde nacional (National record)           | Recorde europeu       | Recorde europeu (European)            | DNF                        | Não terminou (Did not finish)             |   |                                      |
| Recorde pessoal       | Recorde pessoal do atleta (Personal best)    | Recorde da Oceania    | Recorde da Oceania (Oceania)          | DSQ / DQ                   | Desclassificado (Disqualified)            |   |                                      |
| Recorde da temporada  | Recorde da temporada do atleta (Season best) | Recorde sul-americano | Recorde sul-americano (South America) | NM                         | Sem marca (No mark)                       |   |                                      |